# ジョルダン曲線

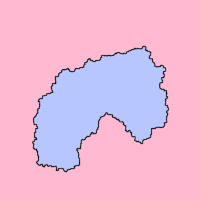
ジョルダン曲線定理のイメージ。黒で描かれたジョルダン曲線は、平面を内側(青)と外側(桃)に分割する。

ジョルダン曲線（ジョルダンきょくせん、英: Jordan curve）とは、自身と交わらない閉じた曲線のことである。単純閉曲線または単一閉曲線ともいう。

## 定義
c は区間 [0, 1] からユークリッド平面への連続写像とし、c (0) = c (1) とする。「c はジョルダン曲線である」とは、「c は半開区間 [0, 1) において、単射である」ことである。

## 定理
ジョルダン曲線定理とは、平面上のジョルダン曲線は平面を「内側」と「外側」に分けるという定理である。